# Dukuh Arum
Dukuh Arum is een bestuurslaag in het regentschap Jombang van de provincie Oost-Java, Indonesië. Dukuh Arum telt 1259 inwoners (volkstelling 2010).